# قتل عادلانه
قتل عادلانه (به انگلیسی: Righteous Kill) یک فیلم معمایی، جنایی و دلهره‌آور آمریکایی به کارگردانی جان اونت و نویسندگی راسل گیویرتز است که در سال ۲۰۰۸ منتشر شد. در این فیلم رابرت دنیرو و آل پاچینو در نقش کارآگاهان اداره پلیس شهر نیویورک که در جستجوی یک قاتل زنجیره‌ای هستند، ایفای نقش می‌کنند. این سومین فیلمی است که در آن دنیرو و پاچینو در نقش‌های اصلی ظاهر می‌شوند (پس از پدرخوانده ۲ و مخمصه) و همچنین جان لگویزمائو، کارلا گوجینو، دانی والبرگ، برایان دنهی، ملیسا لیو و فیفتی سنت در این فیلم بازی می‌کنند.
این فیلم در ۱۲ سپتامبر ۲۰۰۸ در ایالات متحده اکران شد. و نقدهای منفی منتقدان را دریافت کرد و در مقابل بودجه ۶۰ میلیون دلاری ۷۸٫۵ میلیون دلار فروخت.

## داستان فیلم
تورک و روستر دو کارگاه سالخورده پلیس نیویورک که ۳۰ سال است با یکدیگر همکار هستند، در آستانه بازنشستگی به یک مورد جنایت برخورد می‌کنند که شباهت‌های زیادی به سری قتل‌های مجرمی که مدت‌ها پیش آن‌ها دستگیرش کرده بودند و به زندان انداخته بودند دارد و به این ترتیب آن‌ها فکر می‌کنند که این قتل‌ها توسط همان فرد صورت گرفته است؛ اما با ادامه قتل‌ها و مدارکی که در صحنه‌های جرم پیدا می‌شود به نتایج جدیدی دست پیدا می‌کنند که…

## بازخوردها
- در وب‌سایت جمع‌آوری نقد راتن تومیتوز از رای ۱۴۷ نقد منتقد، با میانگین امتیاز ۴ از ۱۰ مثبت است.
- در متاکریتیک، که از میانگین وزنی استفاده می‌کند، بر اساس رای ۲۷ منتقد، امتیاز ۳۶ از ۱۰۰ را به فیلم اختصاص داد که نشان دهنده نقدهای «به طور کلی نامطلوب» است.
- تایمز این فیلم را در فهرست ۱۰۰ بدترین فیلم خود در سال ۲۰۰۸ قرار داد.
- این فیلم در ایالات متحده و کانادا ۴۰٫۱ میلیون دلار و در مناطق دیگر ۳۹٫۴ میلیون دلار به دست آورد که مجموعاً ۷۹٫۴ میلیون دلار در سراسر جهان فروش داشت.

## شبکه خانگی
این فیلم در دی‌وی‌دی و بلوری در ۶ ژانویه ۲۰۰۹ منتشر شد. تا فوریه ۲۰۰۹، تعداد ۷۷۸٫۷۶۰ واحد دی‌وی‌دی فروخته شد که مجموعاً ۱۶٫۹ میلیون دلار درآمد داشت.